# Бей-Сіті
Бей-Сіті (англ. Bay City) — місто (англ. city) на північному сході США, в окрузі Бей штату Мічиган. Населення — 32 661 особа (2020). Розташоване на берегах Сагінав-Рівер, неподалік озера Гурон.
У цьому місті народилася всесвітньовідома співачка, «Королева поп-музики» Мадонна.

## Географія
Бей-Сіті розташований за координатами 43°35′24″ пн. ш. 83°53′18″ зх. д. / 43.59000° пн. ш. 83.88833° зх. д. (43.590062, -83.888421). За даними Бюро перепису населення США в 2010 році місто мало площу 29,02 км², з яких 26,33 км² — суходіл та 2,69 км² — водойми.

## Демографія
Згідно з переписом 2010 року, у місті мешкали 34 932 особи в 14 436 домогосподарствах у складі 8546 родин. Густота населення становила 1204 особи/км². Було 15923 помешкання (549/км²).
Расовий склад населення:
| - 89,7 % — білих - 3,5 % — чорних або афроамериканців - 0,6 % — корінних американців - 0,5 % — азіатів - 1,8 % — осіб інших рас |

До двох чи більше рас належало 3,9 %. Частка іспаномовних становила 8,5 % від усіх жителів.
За віковим діапазоном населення розподілялося таким чином: 24,9 % — особи молодші 18 років, 62,8 % — особи у віці 18—64 років, 12,3 % — особи у віці 65 років та старші. Медіана віку мешканця становила 35,8 року. На 100 осіб жіночої статі у місті припадало 95,0 чоловіків; на 100 жінок у віці від 18 років та старших — 92,5 чоловіків також старших 18 років.
Середній дохід на одне домашнє господарство становив 46 933 долари США (медіана — 34 743), а середній дохід на одну сім'ю — 56 594 долари (медіана — 44 886). Медіана доходів становила 38 142 долари для чоловіків та 31 009 доларів для жінок. За межею бідності перебувало 22,2 % осіб, у тому числі 31,8 % дітей у віці до 18 років та 12,2 % осіб у віці 65 років та старших.
Цивільне працевлаштоване населення становило 14 260 осіб. Основні галузі зайнятості: освіта, охорона здоров'я та соціальна допомога — 23,9 %, роздрібна торгівля — 16,5 %, виробництво — 13,3 %, мистецтво, розваги та відпочинок — 10,4 %.

## Персоналії
- Мадонна (*1958) — американська співачка, танцівниця, кіноакторка, продюсерка, режисерка, активістка благодійних та правозахисних організацій, феміністка.

## Міста-побратими
- Ансбах, Німеччина
- Ґодеріх, Канада
- Ломе, Того
- Познань, Польща